# Mulyo Agung
Mulyo Agung is een bestuurslaag in het regentschap Ogan Komering Ulu van de provincie Zuid-Sumatra, Indonesië. Mulyo Agung telt 1416 inwoners (volkstelling 2010).